# Convención Bautista de Singapur
La Convención Bautista de Singapur (en inglés: Singapore Baptist Convention) es una asociación cristiana evangélica de iglesias bautistas en Singapur. Ella está afiliada a la Alianza Bautista Mundial. 

## Historia
La Convención tiene su origen en una misión china en 1905. La Iglesia Bautista Swatow en Singapur (Iglesia Bautista Thomson Road) fue fundada en 1937. En 1965, las iglesias se convirtieron en miembros de la Convención Bautista de Malasia. En 1971, se fundó la Comunidad de Iglesias Bautistas de Singapur. Se estableció el 28 de diciembre de 1974. Fundó el Seminario Teológico Bautista, Singapur en 1983. Según un censo de la asociación, en 2023 dijo que tenía 37 iglesias y 9,200 miembros.